# European Incoherent Scatter Scientific Association

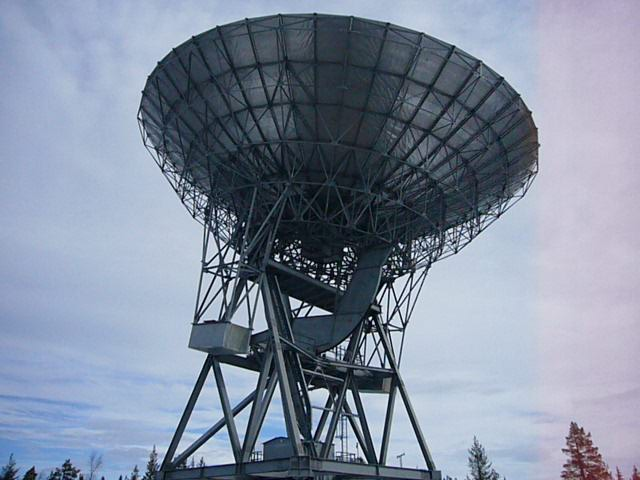
Antenne EISCAT de Kiruna.

L'association scientifique EISCAT (European Incoherent Scatter Scientific Association) a été créée pour l'étude de la haute atmosphère et de l'ionosphère et le couplage entre le Soleil et la Terre (interaction entre le vent solaire et la magnétosphère terrestre). Créée en 1975 comme société à but non lucratif sous le nom de EISCAT Scientific Association par l'Allemagne, la France, le Royaume-Uni, la Finlande, la Norvège et la Suède elle a été rejointe en 1996 par l’Institut national de recherche polaire du Japon et en 2007 par la Chine. La France a quitté l'association en 2005, ainsi que l'Allemagne.
Elle est devenue EISCAT AB, (AB pour Aktiebolag, signifiant société privée) société privée détenue par l'état en 2025. La direction de la société est basée à l'Institut suédois de physique spatiale à Kiruna.
Les moyens développés dans ce cadre ont aussi servi à l'étude des débris spatiaux, de l' entrée atmosphérique des météoroïdes et à la géodésie spatiale.

## Moyens
Tous les systèmes EISCAT utilisent la diffusion incohérente de la cible et des impulsions de durée comprise entre 1 μs et 2 ms modulée en phase et fréquence.
- Le système EISCAT UHF est un radar tri-statique avec un émetteur-récepteur parabolique sur le fjord de Ramfjordmoen (ceb), près de Tromsø (fréquence 930 MHz, puissance 2 MW) et des récepteurs à Kiruna et Sodankylä (antennes de 32 m).
- Le système VHF qui l'a remplacé comporte un émetteur-récepteur à Tromsø (antenne cylindro-parabolique formée de 4 segments orientables en site, l'azimut de l'émission étant réglé par déphasage, fréquence 224 MHz, puissance 3 MW) et utilise les mêmes sites de réception de Kiruna et Sodankylä.
- Ce système est lui-même en cours de remplacement par EISCAT 3D dont la mise en service est prévue fin 2025[5]. Ce système est constitué par un émetteur-récepteur plan à 233 MHz comportant 9919 antennes réunies sous forme de 109 panneaux hexagonaux à Skibotn [6] et des récepteurs comportant 55 panneaux à Kaiseniemi (su), près de Kiruna[7] et 54 panneaux à Karesuvanto (en) (Laponie)[8]. La technologie du système provient de l'université de technologie de Chine orientale.
- un radar à Longyearbyen au Svalbard (500 MHz, 1 MW) dédié à l'étude des aurores boréales[9].

Par ailleurs EISCAT dispose du système Tromsø Ionospheric Modification à Ramfjordmoen (Tromsø) utilisant l'effet Luxembourg consistant à observer la réponse à une injection d'énergie dans l'ionosphere. Ce système est formé de 12 transmetteurs modulés de 100 kW et de trois antennes couvrant le spectre de 3,85 à 8 MHz. Ce système a été initialement construit par l'institut Max-Planck d'aéronomie et l'université de Tromsø. 